# Мото Гран-Прі Чехії
Мото Гран-Прі Чехії — етап змагань чемпіонату світу із шосейно-кільцевих мотогонок серії MotoGP, який проводиться із 1967 року (у 1982-1987 роках був частиною лише Європейської серії Гран-Прі). До 1993 року носив назву Мото Гран-Прі Чехословаччини. Відбувається на мотоавтодромі імені Масарика в західній частині міста Брно поруч із селами Босоноги та Жебетін.
У 2012 році Гран-Прі за 3 дні змагань відвідало 212 303 глядачів, що є найвищим результатом після 2007 року, коли на змаганнях було понад 240 тисяч глядачів. Наступного року на етапі було ще більше глядачів: 142 030 у неділю та 222 710 за три дні змагань. Така кількість відвідувачів стала рекордною для всіх 18-ти гонок сезону.

## Історія

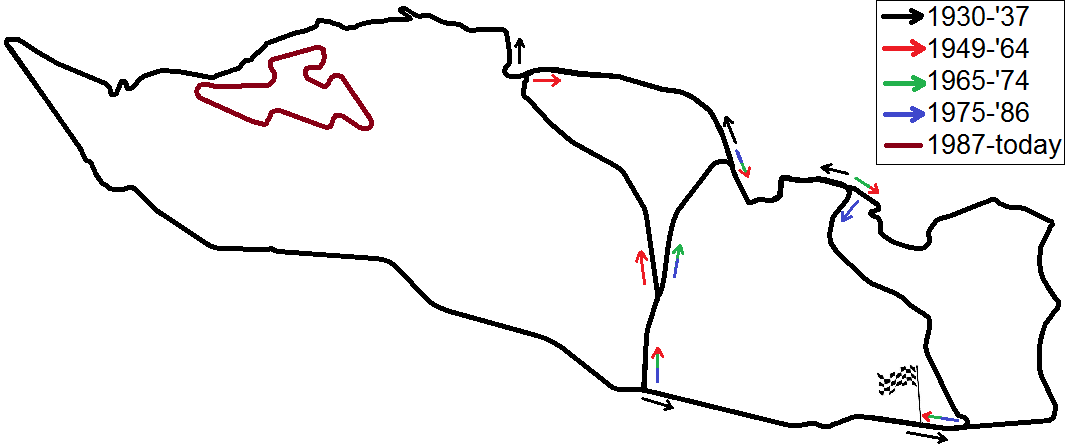
Конфігурація всіх трас Гран-Прі Чеської Республіки з 1930 року і до сьогодні

Перше Гран-Прі Чехословаччини пройшло у Брно в 1965 році. Гонка в класі 500сс складалася із 13 кіл, довжиною по 13,94 км, та проходила по дорогам загального користування. Перемогу святкував британський гонщик Майк «Байк» Гейлвуд на мотоциклі MV Agusta, його час становив 1 год. 11 хв. 23,2 сек.
У 1975 році довжину кола з міркувань безпеки було скорочено до 10,92 км.
Остання гонка «королівського» класу по дорогам загального користування у Брно відбулася у 1977 році. Перемогу здобув венесуелець Джонні Чекотто на Yamaha. Траса після цього була визнана занадто небезпечною для мотоциклів великої потужності, тому наступні 5 сезонів змагання в класі 500сс на Гран-Прі Чехословаччини не проводились. Після сезону 1982 етап був виключений із календаря MotoGP як занадто небезпечний.
У 1987 році Гран-Прі Чехословаччини знову був включений до календаря чемпіонату світу і вперше пройшов на автомотодромі імені Масарика, де проходив до 1991 року включно. У 1992 році змагання не відбувались, але вже у 1993 році знову пройшли під егідою MotoGP, цього разу під назвою Гран-Прі Чеської Республіки. Відтоді відбуваються щороку. У 1996 році відбулась незначна реконструкція траси, внаслідок чого її протяжність збільшилась з 5,394  до 5,403 км.
У 2014 та особливо у 2015 роках проведення етапу виявилось під питанням через фінансові проблеми власника треку Карела Абрахама старшого. Складнощів додавали також юридичні моменти, оскільки міська влада Брно та Чеської республіки не могла внести необхідні кошти промоутеру змагань компанії «Dorna Sports». Врешті, вихід було знайдено, і на початку 2016 року було підписано контракт на проведення етапу до 2020 року включно. З цією метою було створено консорціум «Spolek pro GP CR», в який увійшли три сторони: власник автомотодрому, міська влада Брно та регіональна Південної Моравії. Він сплатив заборгованість перед «Dorna Sports» за попередні етапі у розмірі близько 110 млн. крон (понад 4 млн.€). Проведення наступних етапів обійшлося організаторам в середньому у 4,1 млн. €.
Чеські гонщики жодного разу не перемагали на рідному етапі. Найвищим їхнім результатом у всіх трьох класах є третє місце Лукаша Пешека в класі 125сс у 2007 році.

## Переможці Гран-Прі Чеської Республіки
| Сезон | Траса | Moto3             | Moto3     | Moto2            | Moto2    | MotoGP          | MotoGP   | Звіт |
| Сезон | Траса | Гонщик            | Мотоцикл  | Гонщик           | Мотоцикл | Гонщик          | Мотоцикл | Звіт |
| ----- | ----- | ----------------- | --------- | ---------------- | -------- | --------------- | -------- | ---- |
| 2016  | Брно  | Джон Макфі        | Peugeot   | Йонас Фольгер    | Kalex    | Кел Кратчлоу    | Honda    | Звіт |
| 2015  | Брно  | Нікколо Антонеллі | Honda     | Йоан Зарко       | Kalex    | Хорхе Лоренсо   | Yamaha   | Звіт |
| 2014  | Брно  | Алексіс Масбу     | Honda     | Естів Рабат      | Kalex    | Дані Педроса    | Honda    | Звіт |
| 2013  | Брно  | Луї Салом         | KTM       | Міка Калліо      | Kalex    | Марк Маркес     | Honda    | Звіт |
| 2012  | Брно  | Йонас Фольгер     | Kalex-KTM | Марк Маркес      | Suter    | Дані Педроса    | Honda    | Звіт |
| Сезон | Траса | 125cc             | 125cc     | Moto2            | Moto2    | MotoGP          | MotoGP   | Звіт |
| 2011  | Брно  | Сандро Кортезі    | Aprilia   | Андреа Янноне    | Suter    | Кейсі Стоунер   | Honda    | Звіт |
| 2010  | Брно  | Ніко Тероль       | Aprilia   | Тоні Еліас       | Moriwaki | Хорхе Лоренсо   | Yamaha   | Звіт |
| Сезон | Траса | 125cc             | 125cc     | 250cc            | 250cc    | MotoGP          | MotoGP   | Звіт |
| 2009  | Брно  | Ніко Тероль       | Aprilia   | Марко Сімончеллі | Gilera   | Валентіно Россі | Yamaha   | Звіт |
| 2008  | Брно  | Штефан Брадль     | Aprilia   | Алекс Дебон      | Aprilia  | Валентіно Россі | Yamaha   | Звіт |
| 2007  | Брно  | Гектор Фаубель    | Aprilia   | Хорхе Лоренсо    | Aprilia  | Кейсі Стоунер   | Ducati   | Звіт |
| 2006  | Брно  | Альваро Баутіста  | Aprilia   | Кейсі Стоунер    | Aprilia  | Лоріс Капіроссі | Ducati   | Звіт |
| 2005  | Брно  | Томас Люті        | Honda     | Дані Педроса     | Honda    | Валентіно Россі | Yamaha   | Звіт |
| 2004  | Брно  | Хорхе Лоренсо     | Derbi     | Себастьян Порто  | Aprilia  | Сете Жібернау   | Honda    | Звіт |
| 2003  | Брно  | Дані Педроса      | Honda     | Ренді де Пуньє   | Aprilia  | Валентіно Россі | Honda    | Звіт |
| 2002  | Брно  | Лючіо Чекінелло   | Aprilia   | Марко Меландрі   | Aprilia  | Макс Б'яджі     | Yamaha   | Звіт |
| Сезон | Траса | 125cc             | 125cc     | 250cc            | 250cc    | 500cc           | 500cc    | Звіт |
| 2001  | Брно  | Тоні Еліас        | Honda     | Тетсуя Харада    | Aprilia  | Валентіно Россі | Honda    | Звіт |
| 2000  | Брно  | Роберто Локателлі | Aprilia   | Шинья Накано     | Yamaha   | Макс Б'яджі     | Yamaha   | Звіт |
| 1999  | Брно  | Марко Меландрі    | Honda     | Валентіно Россі  | Aprilia  | Тадаюкі Окада   | Honda    | Звіт |
| 1998  | Брно  | Марко Меландрі    | Honda     | Тетсуя Харада    | Aprilia  | Макс Б'яджі     | Honda    | Звіт |
| 1997  | Брно  | Нобору Уеда       | Honda     | Макс Б'яджі      | Honda    | Мік Дуейн       | Honda    | Звіт |
| 1996  | Брно  | Валентіно Россі   | Aprilia   | Макс Б'яджі      | Aprilia  | Алекс Крівіль   | Honda    | Звіт |
| 1995  | Брно  | Казуто Саката     | Aprilia   | Макс Б'яджі      | Aprilia  | Лука Кадалора   | Yamaha   | Звіт |
| 1994  | Брно  | Казуто Саката     | Aprilia   | Макс Б'яджі      | Aprilia  | Мік Дуейн       | Honda    | Звіт |
| 1993  | Брно  | Казуто Саката     | Honda     | Лоріс Реджіані   | Aprilia  | Вейн Рейні      | Yamaha   | Звіт |

## Цікаві факти
- Лише один трек прийняв більше Гран-Прі MotoGP, ніж Брно — це Ассен, де змагання проводяться щороку з 1949 року.[6]
- Гран-Прі Чехії є найбільш відвідуваним етапом чемпіонату світу MotoGP  в історії змагань. У сезоні 2009 за три дні змагань його відвідало 263 648 глядачів. Гран-Прі є також найбільш відвідуваним етапом протягом останніх десяти сезонів.[7]